# 安傑羅·埃斯波西托
安傑羅·埃斯波西托（義大利語：Angelo Esposito；1993年6月14日—）是一位意大利橄欖球運動員。他是意大利國家橄欖球隊的一員，代表意大利參加了2014年橄欖球六國杯的賽事。